# MacWWW
MacWWW, auch Samba genannt, ist ein früher Webbrowser von 1992 – der erste, der auf einem Macintosh-Computer lief, und der erste für Nicht-Unix-Systeme. Im Gegensatz zu moderneren Webbrowsern öffnete Samba jeden Link generell in einem neuen Fenster. Programmiert wurde die Anwendung von Robert Cailliau unter Mitarbeit von Nicola Pellow am CERN.